# Сурпрајз (Аризона)
Сурпрајз (енгл. Surprise) град је у америчкој савезној држави Аризона. По попису становништва из 2010. у њему је живело 117.517 становника.

## Демографија
Према попису становништва из 2010. у граду је живело 117.517 становника, што је 86.669 (281,0%) становника више него 2000. године.
|                   | 2010.            | 2000.           |
| Укупно            | 117 517 (100,0%) | 30 848 (100,0%) |
| Белци             | 83 677 (71,20%)  | 22 136 (71,76%) |
| Хиспаноамериканци | 21 724 (18,49%)  | 7 184 (23,29%)  |
| Афроамериканци    | 6 018 (5,121%)   | 806 (2,613%)    |
| Остали            | 3 078 (2,619%)   | 393 (1,274%)    |
| Азијати           | 3 020 (2,570%)   | 329 (1,067%)    |